# Roumanie au Concours Eurovision de la chanson 2010
La Roumanie a participé au Concours Eurovision de la chanson 2010.

## Finale
| #  | Artiste                                    | Chanson                         | Jury | Televote | Total | Place |
| -- | ------------------------------------------ | ------------------------------- | ---- | -------- | ----- | ----- |
| 1  | Răzvan Krivach                             | "Jack Pott"                     | 5    | 0        | 5     | 10    |
| 2  | Luminița Anghel, Tony Tomas & Adrian Piper | "Save Their Lives"              | 6    | 10       | 16    | 2     |
| 3  | Paula Seling & Ovi                         | "Playing With Fire"             | 12   | 12       | 24    | 1     |
| 4  | Dalma                                      | "I'm Running"                   | 0    | 1        | 1     | 11    |
| 5  | Alexandra Ungureanu                        | "Crazy"                         | 1    | 0        | 1     | 12    |
| 6  | Pasager                                    | "Running Out of Time"           | 0    | 0        | 0     | 13    |
| 7  | Lora & Sony Flame                          | "Come Along"                    | 4    | 7        | 11    | 6     |
| 8  | HotelFM                                    | "Come As One"                   | 10   | 4        | 14    | 4     |
| 9  | Zero                                       | "Lay Me Down"                   | 2    | 3        | 5     | 8     |
| 10 | Lucia Dumitrescu                           | "See You in Heaven Michael"     | 0    | 0        | 0     | 13    |
| 11 | Paula Seling & Kamara Ghedi                | "It's Not Too Late"             | 7    | 6        | 13    | 5     |
| 12 | Lulu & The Puppets                         | "Searching for Perfect Emotion" | 0    | 0        | 0     | 13    |
| 13 | Anda Adam & Connect-R                      | "Surrender"                     | 0    | 5        | 5     | 7     |
| 14 | Tina Geru                                  | "Love Is War"                   | 0    | 0        | 0     | 13    |
| 15 | Alexa                                      | "Baby"                          | 3    | 2        | 5     | 9     |
| 16 | Cătălin Josan                              | "Around Around"                 | 8    | 8        | 16    | 3     |

### Votes
| Chanson                         | Jury    | Jury          | Jury | Jury      | Jury  | Jury   | Bucarest | Bucarest | Points du Jury | Points du Jury | Televotes |
| Chanson                         | Craiova | Județ de Cluj | Iași | Timișoara | Total | Points | Total    | Points   | Total          | Points         | Televotes |
| ------------------------------- | ------- | ------------- | ---- | --------- | ----- | ------ | -------- | -------- | -------------- | -------------- | --------- |
| "Jack Pott"                     | 0       | 5             | 38   | 27        | 70    | 5      | 33       | 3        | 8              | 5              | 4621      |
| "Save Their Lives"              | 11      | 8             | 34   | 0         | 53    | 3      | 56       | 6        | 9              | 6              | 10620     |
| "Playing With Fire"             | 60      | 60            | 37   | 32        | 189   | 12     | 120      | 12       | 24             | 12             | 23412     |
| "I'm Running"                   | 3       | 0             | 2    | 4         | 9     | 0      | 3        | 0        | 0              | 0              | 5072      |
| "Crazy"                         | 18      | 12            | 18   | 18        | 66    | 4      | 19       | 0        | 4              | 1              | 3823      |
| "Running Out of Time"           | 9       | 0             | 5    | 13        | 27    | 0      | 21       | 1        | 1              | 0              | 2698      |
| "Come Along"                    | 1       | 18            | 22   | 2         | 43    | 1      | 39       | 5        | 6              | 4              | 10503     |
| "Come As One"                   | 46      | 32            | 36   | 46        | 160   | 10     | 104      | 10       | 20             | 10             | 7515      |
| "Lay Me Down"                   | 0       | 11            | 9    | 15        | 35    | 0      | 35       | 4        | 4              | 2              | 5720      |
| "See You in Heaven"             | 28      | 0             | 3    | 1         | 32    | 0      | 26       | 2        | 2              | 0              | 3449      |
| "It's Not Too Late"             | 30      | 46            | 24   | 48        | 148   | 8      | 63       | 7        | 15             | 7              | 8207      |
| "Searching for Perfect Emotion" | 4       | 6             | 14   | 14        | 38    | 0      | 19       | 0        | 0              | 0              | 4232      |
| "Surrender"                     | 5       | 0             | 0    | 7         | 12    | 0      | 13       | 0        | 0              | 0              | 7533      |
| "Love Is War"                   | 11      | 20            | 2    | 20        | 53    | 2      | 1        | 0        | 2              | 0              | 3543      |
| "Baby"                          | 40      | 37            | 10   | 0         | 87    | 6      | 16       | 0        | 6              | 3              | 5168      |
| "Around Around"                 | 20      | 35            | 36   | 44        | 135   | 7      | 70       | 8        | 15             | 8              | 10515     |